# ونسان لوئی
ونسان لوئی (فرانسوی: Vincent Luis‎؛ زادهٔ ۲۷ ژوئن ۱۹۸۹) ورزشکار ورزش سه‌گانه اهل فرانسه است.
وی در مسابقات کشوری و بین‌المللی در مجموع برندهٔ ۱ مدال برنز شده‌است.